# Josh Mballa
Joshua Kenneth Mballa (Detroit, (Míchigan), 9 de diciembre de 1999) es un baloncestista estadounidense con nacionalidad francesa de 2,03 metros de altura y cuyo equipo es el Real Valladolid Baloncesto  de la Primera FEB Juega en la posición de ala-pívot.

## Trayectoria
Mballa nació en Detroit, Míchigan, pero se crio en Burdeos, Francia. Comenzó a jugar baloncesto en la Academia Kameet, en Bouscat, en JSA Bordeaux y en las categorías inferiores del Orléans Loiret. Más tarde, Mballa regresó a los Estados Unidos e ingresó en la Academia de Ciencias Putnam en Putnam, Connecticut, al que ayudó a su equipo a ganar el Campeonato Nacional de Preparación. 
En 2018, ingresa en la Universidad Tecnológica de Texas en Lubbock, Texas, para jugar una temporada la NCAA con los Texas Tech Red Raiders.  
En 2019, ingresa en la Universidad de Búfalo, situada en Búfalo, Nueva York, para jugar tres temporadas la NCAA con los Buffalo Bulls, desde 2019 a 2022.  
En la temporada 2022-23, disputaría su última temporada como universitario al formar parte de la Universidad de Misisipi,  que se encuentra en Oxford, en el estado de Misisipi, para jugar una temporada la NCAA con los Ole Miss Rebels. 
El 22 de agosto de 2024, firma por el Palencia Baloncesto de la Primera FEB.
El 30 de diciembre de 2024, firma por el Real Valladolid Baloncesto de la Primera FEB.

### Internacional
Mballa representó a Francia en el Campeonato Mundial de Baloncesto Masculino Sub-17 de 2016 en España, donde promedió 4,2 puntos y cuatro rebotes por partido. 
En el Campeonato Europeo de Baloncesto Masculino Sub-18 de 2017 en Eslovaquia, promedió 7,4 puntos y 4,9 rebotes por partido.